# دينيسون بيرويك
دينيسون بيرويك (بالإنجليزية: Dennison Berwick)‏ هو كاتب بريطاني، ولد في 19 مايو 1956.

## وصلات خارجية
- الموقع الرسمي